# Maximiliaan Vilain
Maximiliaan Vilain, vaak met de toevoeging van Gent (Gent, 1530 - Doornik, 5 juni 1583)  was een edelman die belangrijke functies bekleedde in de Spaanse Nederlanden en energiek de katholieke zaak verdedigde. Hij was baron van Ressegem, stadhouder van Rijsel, Dowaai en Orchies, later ook van Artesië, Vliesridder, staatsraad en hoofd van de Raad van Financiën.

## Loopbaan
Vilain was baron van Ressegem en heer van Sint Jansteen, Kalken, Lichtervelde, Wetteren, Isenghien, Sailly, Forest, Hem en Lomme. Zijn stamslot lag in die laatste plaats en zijn geslacht ging terug op de burggraven van Gent.
In 1561 werd hij grootbaljuw van Aalst en Geraardsbergen en in 1566 stadhouder van Rijsels-Vlaanderen. In de Nederlandse Opstand bleef Rassenghien, zoals hij meestal wordt genoemd, trouw aan koning Filips II van Spanje. Zijn bekendste wapenfeit is wellicht het verslaan van een geuzenleger dat het belegerde Valencijn trachtte te ontzetten. Dat gebeurde op 27 december 1566 in de Slag bij Wattrelos, mogelijk de eerste veldslag in de oorlog. Rassenghien voerde in 1566-68 ook de strijd tegen de bosgeuzen die onder leiding van Jan Camerlynck het Westkwartier in vuur en vlam zetten. Hij wist Camerlynck en twaalf kompanen gevangen te nemen, wat een einde maakte aan de geuzerij in die streek.
Koning Filips II van Spanje benoemde hem in 1576 in zijn Raad van State en maakte hem hoofd van Financiën in de Nederlanden. Tijdens de muiterij van de koninklijke troepen in september trok Rassenghien naar Spanje om de koning raad te geven. In 1577 koos hij de kant van de Staten-Generaal tegen landvoogd Juan van Oostenrijk en binnen het staatse kamp die van stadhouder Aarschot tegen Oranje. Hij behoorde tot de groep edelen die op 27 oktober 1577 met Aarschot en de bisschoppen van Brugge en Ieper gevangen genomen werd door Gentse calvinisten onder leiding van Hembyze en Ryhove. Hij wist te ontsnappen uit het Prinsenhof, nam zijn ambten terug op en werd een prominent figuur van de malcontenten. Zijn trouw aan de koning werd beloond met verheffing tot graaf van Isenghien (patentbrief van 19 mei 1582).

## Familie
Vilain was de zoon van admiraal Adriaan III Vilain van Gent en Margaretha van Stavele. Hij trouwde in 1559 met Philippine de Jauche de Mastaing, vrouwe van Massemen en Westrem. Ze hadden tien kinderen, waaronder zijn opvolger Philippe-Lamoral, die op zijn beurt gouverneur van Rijsels-Vlaanderen werd (1624-1631), en Jacob Maximiliaan Villain van Gent, die opklom tot bisschop van Doornik. Twee andere zonen gingen bij de jezuïeten.